# Смілка лежача
Смілка лежача (Silene procumbens) — вид квіткових рослин родини гвоздикових (Caryophyllaceae).

## Біоморфологічна характеристика
Це багаторічна рослина 15–25 см заввишки, запушена короткими волосками. Надземні пагони лежачі, дуже гіллясті. Квітки поодинокі, у малоквіткових суцвіттях. Чашечка 15–20 мм завдовжки. Пелюстки білі, з глибокою виїмкою, в 1.5 раза довші за чашолистки. Коробочки яйцювато-кулясті, 5–6 мм завдовжки.

## Поширення
Росте у Євразії від України до Казахстану та Західного Сибіру.
В Україні вид росте на заплавних луках, на берегах річок, на алювіальних пісках — на південному сході, рідко